# Me Solta
"Me Solta" é uma canção gravada pelo cantor brasileiro Nego do Borel com participação de DJ Rennan da Penha. A canção tem composição de ambos, com produção de Rennan da Penha, e foi lançada como single pela Sony Music em 4 de junho de 2018. Uma outra versão, chamada de "Me Solta na Copa", foi lançada em 22 de junho de 2018 e tem composição assinada por Borel, Umberto Tavares e Jefferson Júnior, também produzida por Rennan da Penha.

## Antecedentes e lançamento
Anteriormente nomeada como "Me Solta Porra", a canção foi liberada no canal do YouTube do DJ Rennan da Penha em 16 de maio de 2018. A canção também apresentava créditos para o DJ Wendel CZR. No dia 25, a gravação já contava com mais de 700 mil acessos quando o artista publica vídeo em seu Instagram dançando ao som da música. Na época, sua música de trabalho era o single "Cadeira". O single foi lançado oficialmente nas plataformas digitais em 4 de junho, sendo uma parceria de Nego do Borel com o DJ Rennan da Penha, excluindo o palavrão que constava originalmente no título.
Em 22 de junho, Nego do Borel librou uma segunda versão da música intitulada "Me Solta na Copa", em função da Copa do Mundo da Rússia que ocorria naquele momento.

## Composição
"Me Solta" é uma canção de funk carioca que percorre um ritmo de 150 batidas por minuto, um estilo de produção que se popularizou entre diversos produtores do gênero desde meados de 2017. O site Busterz descreveu a estrutura lírica como simplista por possuir apenas um verso e o refrão, sendo apoiada somente pelo instrumental. O canto de Borel é considerado "irritado e um tanto quanto exagerado", aonde ele convida o ouvinte para dançar entoando o bordão "Aaai, me solta, porra!". A letra menciona o "Baile da Gaiola", festa de funk bastante popular na comunidade da Penha, idealizada pelo DJ Rennan da Penha. Em avaliação do vídeo musical, o portal KondZilla chama a canção de "simples e chiclete" num texto que avalia o fenômeno do "150BPM" (batidas por minuto) no funk carioca, puxado pelo DJ Rennan da Penha, afirmando que ele "produziu com maestria a música num formato menos é mais: batida, voz e synths marcando a música". Para o Catraca Livre, a música considerada a volta de Nego do Borel ao "pancadão carioca".
A versão "Me Solta na Copa", lançada para o evento, repete a produção anterior e cita na letra nomes dos jogadores da Seleção Brasileira, além de fazer torcida para o hexacampeonato. Esta versão é assinada por Borel, Umberto Tavares e Jefferson Júnior.

## Desempenho comercial
Apesar de não ter entrado em nenhuma tabela publicada pela Billboard Brasil, "Me Solta" estreou na lista das mais ouvidas do Spotify no Brasil no dia 9 de junho, sendo esta a música de Nego do Borel a entrar mais rápido na listagem das 50 mais tocadas no Brasil computadas pela plataforma, aparecendo no número 36. Até o lançamento do vídeo musical, em 9 de julho, "Me Solta" já acumulava 4,2 milhões de reproduções no Spotify e aparecia entre as 35 mais tocadas na mesma listagem.

## Vídeo musical
O vídeo musical que acompanha o single foi gravado em 20 de junho de 2018 no Morro do Borel, favela situada na Zona Norte do Rio de Janeiro, local onde o artista viveu. Na época, a Sony Music relatou que a gravação do vídeo estava mobilizando a comunidade inteira – como figuração, ballet, fornecedores e transporte.
No dia do lançamento do single, Borel convidou a comunidade para participar da coreografia da canção. Em entrevista para o site da produtora KondZilla, o diretor Lucas Romor afirmou que gravar o vídeo no Rio de Janeiro e com Nego do Borel, a quem chama de "um dos maiores artistas do país", foi "uma experiência incrível, tanto pelo fato do Nego ser uma pessoa extraordinária, tanto pelo fato de que a estrutura era gigante – sendo assim o meu maior clipe em questões de pessoas envolvidas. [...] A princípio fiquei muito contente em saber que ia fazer um clipe de uma música que já estava tocando por todo país. O ritmo acelerado do 150BPM deu uma nova estética, a minha linguagem, com a ajuda do Youssef Jabour [editor responsável pelo clipe], conseguimos achar soluções que ficassem dentro das minhas características, e que não perdesse a dinâmica que o filme pedia”.
Com roteiro assinado por Nego do Borel, o vídeo foi lançado no canal da produtora KondZilla YouTube em 9 de julho de 2018 e apresenta o artista travestido como a personagem "Nega da Borelli", já conhecida por amigos e publicações nas redes sociais do cantor há alguns anos. A personagem é caracterizada vestindo um shorts jeans, uma blusa vermelha, sapatos com salto, uma bolsa e um óculos vermelho, e aparece no vídeo passeando pelas ruas, escadarias e quadra da favela. Borel dança entre figurantes e, em certo momento, beija o modelo Jonathan Dobal.
Sobre a produção, Nego do Borel afirma que interpretou a "Nega da Borelli" para "lembrar de forma bem humorada que as pessoas são livres para escolherem o que querem ser. O respeito ao outro tem que estar acima de tudo". O vídeo teve como ideia trabalhar o verso "me solta, deixa eu dançar" dentro da ideia de empoderamento.

### Repercussão e controvérsia
Em 24 horas, o vídeo já havia ultrapassado a marca de 5 milhões de visualizações no YouTube e recebeu elogios de personalidades como Bruno Gagliasso e Leo Dias pela representação. No entanto, o material teve uma repercussão negativa por diversos fatores. Internautas criticaram os estereótipos reforçados no vídeo, a cena de beijo do cantor com outro homem vista como maneira de explorar o pink money sem comprometimento real com a causa LGBT e o fato do artista apoiar ideais do então candidato à presidência Jair Bolsonaro, que tem histórico de homofobia, misoginia e racismo. Nego do Borel afirmou não apoiar Bolsonaro e que a foto tirada com ele (que repercutiu após o lançamento do vídeo) foi a pedido de seu filho, Flávio Bolsonaro, também presente no registro. Ele afirmou "não negar foto pra ninguém".
Com 1 semana de lançamento e acumulando 26 milhões de visualizações no YouTube, "Me Solta" ultrapassou o clipe de "Vai Malandra" e se tornou o vídeo musical brasileiro mais rejeitado no site, acumulando 586 mil dislikes. Em 24 de julho, o vídeo já acumulava 45,9 milhões de visualizações, 1,2 milhão de curtidas e 878 mil dislikes. O site do Jornal do Commercio apontou que a reação ao vídeo foi negativa tanto pela comunidade LGBT, tanto por espectadores conservadores que estavam "decepcionados" com a atitude de Borel em se vestir de mulher e beijar outro homem.
O modelo Jonathan Dobal, que aparece no vídeo beijando Nego do Borel, defendeu o cantor e avaliou sua experiência de trabalho como uma "quebra de paradigmas". Ele afirmou nunca ter beijado outro homem e que achou importante tratar do tema. "[...] Quanto a as agressões na internet, não tenho medo do que virá. Vejo este beijo como um trabalho artístico que precisa estar livre de discriminação", afirma ele, que acrescentou: "Acho que esse beijo já quebra o preconceito de quem vê ou trata o homossexual de forma agressiva, sem respeito. A ideia do clipe é justamente fazer essas pessoas mudarem de comportamento". Borel afirmou que a ideia do beijo foi dele.
Em análise para o jornal O Globo, Leonardo Lichote faz questionamentos sobre a figura de Nego do Borel e relembra um verso dos Racionais MCs que repercutiram em meio à polêmica ("Em troca de dinheiro e um cargo bom / Tem mano que rebola e usa até batom"). Ele afirma existir a contradição por Nego do Borel fazer um vídeo apoiando LGBTs mas ter ideais de apoio a Bolsonaro, escrevendo que "Beijo gay e Bolsonaro não deveriam caber na mesma figura, se formos pesar racionalmente. Porém, cabem — o Brasil real desafia a racionalidade de analistas bidimensionais não é de hoje. Nego do Borel não é exceção." Mais a frente em sua análise, ele escreve: "Quando canta 'deixa eu dançar, deixa eu dançar' e se desvencilha do beijo ao qual se entregara inteiro segundos antes, Nego do Borel afirma exatamente que não quer cumprir o que o cara que o beija espera dele. Ele está solto. Beija as expectativas de Bolsonaro e as do movimento LGBT no mesmo baile — e se desvencilha de ambas." A análise também menciona outras personalidades e suas contradições, como Wesley Safadão ("evangélico e safadão"), Marília Mendonça ("negando ser feminista — e sendo") e Neymar ("com sua ética do drible, seus dribles na ética e seu corte de cabelo desvelando racismos e classismos").
A revista Veja, em seu portal, escreveu que a intenção era que o vídeo fosse um "lacre" (citando gíria LGBT que representa algo que "arrasa"), com repercussão positiva — comparando com a repercussão de "Paraíso", parceria de Lucas Lucco com a drag queen Pabllo Vittar onde nele reproduziam o cenário do filme A Lagoa Azul. "O recado claro: dois galãs heterossexuais sem preconceito, celebrando a diversidade em cena de ficção", mas que toda a intenção terminou em xeque com a repercussão negativa. O site Nexo relembrou outros momentos em que o artista apareceu como "Nega da Borelli" mas que nenhum deles teve tanta repercussão quanto a interpretação no vídeo de "Me Solta", "atingindo inclusive públicos que nunca tinham ouvido falar do artista".
Em 2019, o vídeo foi indicado ao Grammy Latino de Melhor Vídeo Musical Versão Curta.

## Faixas e formatos
Download digital
1. "Me Solta" (com DJ Rennan da Penha) – 2:41

Download digital – Me Solta na Copa
1. "Me Solta (Me Solta na Copa)" (com DJ Rennan da Penha) – 2:35